# Àlgebra de Dirichlet
En matemàtiques, una àlgebra de Dirichlet és un tipus particular d'àlgebra associada a un espai compacte de Hausdorff X. És una subàlgebra tancada de C(X), l'àlgebra uniforme de funcions contínues acotades en X, les parts reals de les quals són denses en l'àlgebra de funcions reals contínues acotades en X. El concepte va ser introduït per Andrew Gleason el 1957.

## Exemple
{\displaystyle {\mathcal {R}}(X)} deixa de ser el conjunt de totes les funcions racionals que són contínues en {\displaystyle X}; en altres paraules, funcions que no tenen pols en {\displaystyle X}. Aleshores
{\displaystyle {\mathcal {S}}={\mathcal {R}}(X)+{\bar {{\mathcal {R}}(X)}}}
és una *-subàlgebra de {\displaystyle C(X)}, i de {\displaystyle C\left(\partial X\right)}. Si {\displaystyle {\mathcal {S}}} és dens en {\displaystyle C\left(\partial X\right)}, diem que {\displaystyle {\mathcal {R}}(X)} és una àlgebra de Dirichlet.
Es pot demostrar que si un operador {\displaystyle T} té {\displaystyle X} com un conjunt espectral, i {\displaystyle {\mathcal {R}}(X)} és una àlgebra de Dirichlet, llavors {\displaystyle T} té una dilació límit normal. Aquest teorema generalitza la dilatació de Sz.-Nagy, que pot ser vist com una conseqüència en permetre-ho
{\displaystyle X=\mathbb {D} .}